# Satoru Sayama
Satoru Sayama (佐山 聡, Sayama Satoru) (Shimonoseki, 27 de novembro de 1957) é um ex-lutador de wrestling profissional japonês, mais conhecido pelo nome no ringue Tiger Mask I ou Tiger Mask Original, onde atuava com uma máscara. Ele foi o único homem a possuir simultaneamente os títulos WWF Junior Heavyweight Championship e NWA World Junior Heavyweight Championship. Ele foi o inventor do golpe Tiger Suplex e foi a primeira pessoa a receber uma luta com classificação cinco estrelas após um combate com Dynamite Kid.